# Joe Cottrill
Joe Cottrill, właśc. William Cottrill (ur. 14 października 1888 w Woodhouse, zm. 26 października 1972 w Sheffield) – brytyjski lekkoatleta (średnio- i długodystansowiec), medalista olimpijski z 1912.

## Życiorys
Zdobył brązowy medal w biegu na 3000 metrów drużynowo na igrzyskach olimpijskich w 1912 w Sztokholmie. Konkurencja ta była rozgrywana według następujących reguł: w każdym z biegów brało udział po pięciu reprezentantów każdego z krajów. Pierwsi trzej zawodnicy z każdej reprezentacji byli zawodnikami punktowanymi, na zasadzie pierwsze miejsce = jeden punkt. Drużyna z najmniejszą liczbą punktów wygrywała. Drużyna brytyjska weszła do finału bez walki, ponieważ zgłosiło się tylko pięć zespołów, a rozegrano trzy biegi eliminacyjne. W finale zajęła 3. miejsce, a Cottrill indywidualnie był szósty. Jego kolegami z drużyny byli: George Hutson, Cyril Porter, Edward Owen i William Moore. Cottrill startował na tych igrzyskach również w biegu na 1500 metrów, w którym odpadł w eliminacjach oraz w biegu przełajowym, którego nie ukończył.

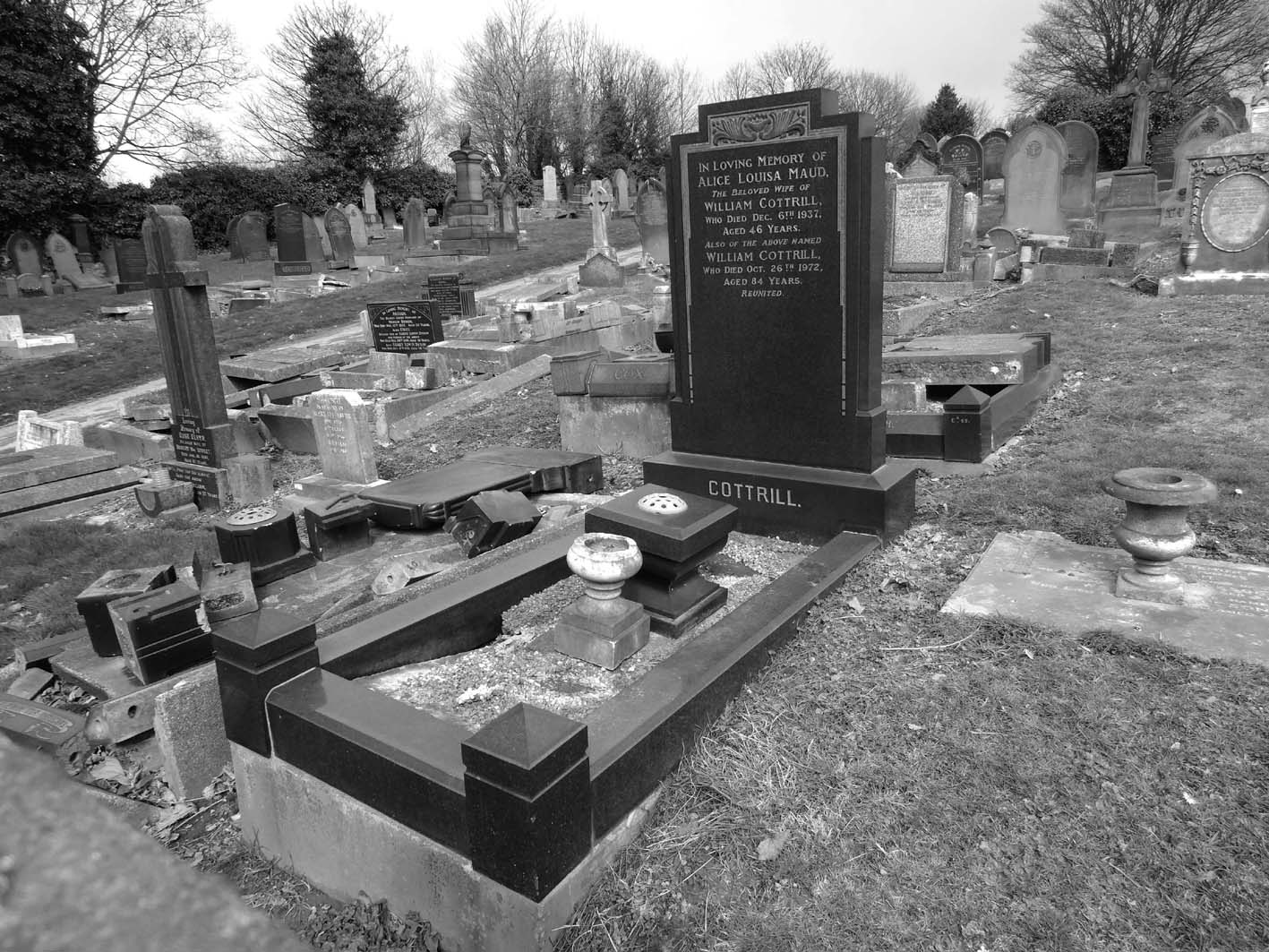
Grób Cottrilla w Sheffield